# La gatta in calore
Pour plus de détails, voir Fiche technique et Distribution.
La gatta in calore est un giallo italien réalisé par Nello Rossati et sorti en 1972.

## Synopsis
En rentrant chez lui un matin d'automne, Antonio, un ingénieur souvent en déplacement pour son travail, découvre que sa femme Anna a abattu son jeune voisin, avec lequel elle avait une liaison. Bouleversé, Antonio dépose le corps du jeune homme sur la pelouse du jardin, le recouvre de feuilles sèches, gare sa voiture dessus et rentre chez lui pour écouter le récit de sa femme, qui se déroule en une série de flashbacks.

## Fiche technique
- Titre original italien : La gatta in calore[1]
- Réalisation : Nello Rossati, assisté de Lamberto Bava
- Scenario : Nello Rossati
- Photographie :	Joe D'Amato
- Montage : Mauro Bonanni (it)
- Musique : Gianfranco Plenizio (it)
- Décors : Franco Bottari
- Maquillage : Antonio Mura
- Production : Nello Rossati
- Société de production : PEG Cinematografica
- Pays de production :  Italie
- Langue originale : italien
- Format : Couleur par Eastmancolor
- Durée : 86 minutes
- Genre : Giallo
- Dates de sortie :
  - Italie : 1972 (visa délivré le 24 février 1972[1])
- Interdit aux moins de 12 ans

## Distribution
- Eva Czemerys : Anna, épouse d'Antonio
- Silvano Tranquilli : ingénieur Antonio
- Anthony Fontane : Massimo, voisin peintre et amant d'Anna
- Renato Pinciroli : Pasquale, portier de l'immeuble
- Ennio Biasciucci :
- Belinda Bron :
- Ada Pometti : amie toxicomane de Massimo
- Sergio Serafini :
- Attilio Duse :
- Maria Luisa Salmaso :
- Franco Riccioni :
- Lucia Smaniotto :